# Pardelhas
Pardelhas is een plaats (freguesia) in de Portugese gemeente Mondim de Basto en telt 109 inwoners (2001).